# 腸閉塞症
腸閉塞症（ちょうへいそくしょう、英:Bowel obstruction）または腸閉塞（ちょうへいそく）は、機械的または腸粘膜の機能的閉塞（イレウス）によって消化物の正常な動きが妨げられる病気。小腸または大腸に生じる。日本では従来、イレウスと腸閉塞は厳密に区別されてこなかったが、海外ではイレウスとは腸管麻痺による機能的なものを指し、腸閉塞は物理的・機械的に腸管に閉塞が起こったものとして区別されるようになってきている。急性腹症臨床ガイドライン2015ではこの考え方が踏襲されている。

## 概要
腸閉塞症の症状には、腹痛、嘔吐、満腹感、屁がたまって出ないことが含まれる。急性の激しい腹痛による入院の5%から15%が機械的な閉塞が原因である。腸閉塞症の原因には癒着、ヘルニア、腸捻転、子宮内膜症、炎症性腸疾患、虫垂炎、腫瘍、大腸憩室症、虚血性大腸炎、結核、腸重積症がある。小腸の閉塞はヘルニアによるものがほとんどであり、大腸の閉塞は腫瘍や腸捻転によるものである。
X線によって診断ができるが、CTスキャンによる診断のほうがより正確である。子供や妊婦の診断には超音波またはMRIが使われる。
治療には保存的な方法または手術がある。 一般的には点滴、経鼻胃管による減圧、鎮痛剤の投与である。抗生物質の使用も一般的である。小腸の閉塞の25%は手術が必要である。 
合併症には敗血症、腸管虚血、胃腸穿孔がある。2013年には約250万ケースの腸閉塞症のうち23.6万人が死亡。男女とも等しく影響し、年齢関係なく起こりうる。
腸閉塞症は歴史を通して報告されており、紀元前1550年のヒポクラテスによるエーベルス･パピルスに詳しく記載されている。